# Двин
Двин је био велики трговачки град и главни град средњовјековне Јерменије. Налазио се северно од ранијег главног града Арташата на обалама реке Мекамор, 35 km јужно од садашњег главног града Јеревана. Данас је Двин углавном велики брежуљак између градића Хнабреда и Верин Двина. Ископавањем током изградње бране пронађено је обиље материјала које је пружило у увид у јерменску културу између 5. и 13. века.

## Историја
Древни град Двин саградио је јерменски краљ Хосров III. Мали 335. на насељу и утврђењу које је потицало из 3. миленијума п. н. е.. Након изградње, Двин је био седиште јерменских краљева из династије Араскида. Број становника досегао је 100 000, а становништво се бавило разним занимањима, уметношћу, занатством, трговином, риболовом итд. Под влашћу Араскида, Двин је постао најбогатији, најпросперитетнији и најнасељенији град источно од Константинопоља.
Након пада Јерменског краљевства, односно сасанидског освајања 428., Двин је постао седиште персијских гувернера. И у време персијске власти Двин се и даље развијао, што га је учинило и метом арапских провала. По писању католикоса Ивана В. Повјесничара, Арапи Омејади су град освојили 640. у време византијског цара Констанса II. и католикоса Езре. Омајади су град преименовали у Дабил. Након арапског освајања 640., Двин је постао седиште Јерменског Емирата, односно остикана (гувернера). Арапи су 6. јануара 642. починили масовни покољ јерменског становништва убијајући око 12 000 људи, док су 35 000 одвели у робље.
У време великог земљотреса 893. Двин је био разрушен, а у њему је у то време живело 70 000 људи. Иако је Двин био бојно поље између Византијаца и Арапа још следећа два века, у 9. веку се град и даље развијао. У касном 9. веку, након слабљења Арапа, ту је било успостављено седиште Багратоснке Јерменије. Због арапског притиска и учесталих потреса град почетком 10. века доживљава стагнацију, а средиште Јерменије постао је Карс.
Византијско заузеће Јерменије, а заједно с тим и Двина, одиграло се 1045, а већ 1064. Селџуци су освојили Двин. Курди Шададиди владали су градом као селџучки вазали, све док грузијски краљ Гиорги III. није узео град 1173. Монголи су 1236. у потпуности разорили град.
Саладинов отац Наџм ад Дин Ајуб рођен је у Двину. 

## Црква Св. Григорија Просветитеља
У средишту града Двина налазила се црква Св. Григорија Просветитеља. Изграђена је у 3. веку као погански храм у облику тробродне цркве са седам парова стубова. Храм је у 4. веку претворен у хршћанску цркву, а надограђена је и петострана апсида која је оштро извиривала на источној страни. Средином 5. века надограђен је и спољни лук на постојећој конструкцији. У време када је изграђена, била је највећа црква у Јерменији, величине 30.41m x 58.17m. Од споља и изнутра, црква је била украшена орнаментним декорацијама. Главе стубова су биле украшене рељефом налик на перје, док су на три испреплетена сталка били урезани венци. Под унутрашњости чинио је вишебојни поплочани мозаик са геометријским шарама, док је под апсиде који је био декорисан у 7. веку чинио мозаик направљен од малих камених плочица приказујући Богородицу, а то је уједно и најстарији мозаички приказ Богородице у Јерменији. Средином 7. века црква је доживела преуређење када је добила облик крста са куполом и апсидама које су извиривале на бочним странама цркве. Преживели остатци катедрале данас чине само камени темељи пронађени за време ископавања у 20. веку.